# 水島あやめ
水島 あやめ（みずしま あやめ、1903年7月17日 - 1990年12月31日）は、新潟県六日町（現南魚沼市）出身の著述家。日本初の女流映画脚本家で、後に児童文学作家となった。「小公女」や「家なき娘」などの海外作品を翻訳した。

## 経歴
- 1903年　新潟県南魚沼の村長で南画家の高野団之助（雅隆、1863-1930）の娘・千年として生まれる。[2][3]
- 1910年 大月小学校入学。
- 1916年 六日町高等科入学。
- 1917年 長岡高等女学校入学。
- 1921年 日本女子大学師範科入学。
- 1923年　歴史小説「形見の絵姿」が雑誌『面白倶楽部』の懸賞小説に当選し、掲載される。在学中に小笠原プロダクションで脚本を学びはじめる。[2]
- 1924年　脚本『落葉の唄』が映画化（小笠原プロダクション制作）[2]
- 1925年 日本女子大学師範科卒業。
- 1925年 松竹キネマ入社、脚本家として活躍。28本の映画を担当。
- 1935年 松竹キネマ退社、児童文学作家（主に少女小説）となる。

## 主な作品

### 映画脚本
小笠原プロダクション・特作映画社
- 『落葉の唄』（1924年）　監督：小笠原明峰
- 『水兵の母』（1925年）　監督：小笠原明峰
- 『極楽島の女王』（1925年）　監督：小笠原明峰

松竹蒲田
- 『お坊ちゃん』（1926年）原作担当　監督：島津保次郎
- 『母よ恋し』（1926年）　監督：五所平之助
- 『いとしの我子』（1926年）原作担当　監督：五所平之助

- 『曲馬団の少女』（1926年）　監督：鈴木重吉、斎藤寅次郎
- 『愚かなる母』（1926年）　監督：池田義信
- 『恋愛混戦』（1927年）　監督：島津保次郎
- 『木曾心中』（1927年）　監督：吉野二郎
- 『孤児』（1927年）　監督：大久保忠素
- 『天使の罪』（1927年）　監督：大久保忠素
- 『故郷の空』（1928年）　監督：大久保忠素
- 『鉄の処女』（1928年）　監督：大久保忠素
- 『神への道』（1928年）　監督：五所平之助
- 『空の彼方へ』（1928年）　監督：蔦見丈夫
- 『妻君廃業』（1928年）　監督：大久保忠素
- 『をとめ心』（1928年）　監督：大久保忠素
- 『美しき朋輩たち』（1928年）　監督：清水宏、原作:壁静(伊東静雄)
- 『明け行く空』（1929年）　監督：斎藤寅次郎　※フィルム現存[4]
- 『親』（1929年）　監督：清水宏、大久保忠素　※フィルム現存[5]
- 『現代奥様気質』（1930年）　監督：重宗務
- 『純情』（1930年）　監督：成瀬巳喜男
- 『モダン奥様』（1930年）　監督：重宗務
- 『美はしき愛』（1931年）原作担当　監督：西尾佳雄　※フィルム現存[5]
- 『暴風の薔薇』（1931年）　監督：野村芳亭
- 『青空に泣く』（1932年）　監督：成瀬巳喜男
- 『輝け日本女性』（1932年）　監督：野村浩将
- 『女人哀楽』（1933年）　監督：池田義信、原作:吉屋信子
- 『接吻十字路』（1935年）　監督：佐々木恒次郎
- 『輝け少年日本』（1935年）　監督：佐々木恒次郎、佐々木康

### 小説
- 友情の小径
- 櫻咲く日
- 美しき道
- 雪の女王
- 愛の翼
- 秋風の曲
- 久遠の夢
- 白菊散りぬ
- 乙女椿
- 形見の舞扇
- あこがれの星
- 嘆きの花嫁人形
- 母への花束
- 愛の花々
- 古城の夢
- 忘れじの丘
- 涙の円舞曲
- 野菊の唄
- 乙女の小径
- 花の友情
- 嘆きの小鳩
- 秋草の道

### 翻訳
- 小公女
- 家なき少女
- 雪の女王
- キューリー夫人
- アルプスの山の少女
- 家なき児
- 小公子
- みなし児

### 随筆
- 金城山のふもとで-私のわらべうた-

### 雑誌短編
- 春日局
- 盛綱陣屋
- 大阪の花 木村重成
- 寺子屋
- 吉田松陰の母
- 櫻花の心
- 山の勇者
- 家なき児
- 故郷の空
- 美しい勝利
- 高原の秋
- 信ちゃんとジョン
- くに子のへや
- たぬきとふえ
- あかるいのぞみ